# ジェイソン・リバーモア
ジェイソン・リバーモア（Jason Livermore、1988年4月25日 ‐ ）は、ジャマイカ・キングストン出身の陸上競技選手。専門は短距離走。2013年モスクワ世界選手権男子200mのジャマイカ代表。

## 経歴
2013年6月、ジャマイカ選手権の男子200m決勝で20秒13（+0.9）の自己ベストをマークし、ウォーレン・ウィア（19秒79）、ニッケル・アシュミード（20秒06）に次ぐ3位に入った。
2013年8月、モスクワ世界選手権の男子200mで世界大会デビューを果たすと、予選を20秒59（-0.6）の組2着で突破し、初出場ながらセミファイナリストになったが、準決勝は20秒46（0.0）の組5着で敗退した。
2014年5月、世界リレーの男子4×200m予選でジャマイカチームの3走を務め、1分20秒15の大会記録（当時）を樹立しての決勝進出に貢献したが、決勝での出番はなかった。
2014年6月、ジャマイカ選手権の男子100mと200mで決勝に進出し、100mはニッケル・アシュミード（10秒06）に敗れ10秒11（-1.5）の2位、200mはラシード・ドワイヤー（20秒04）、ウォーレン・ウィア（20秒17）に次ぐ20秒25（+0.5）の3位に入り、ウサイン・ボルト、ヨハン・ブレーク、アサファ・パウエルなどの有力選手は不在だったものの、両種目で好成績を収めた。
2014年7-8月、英連邦競技大会に出場すると、男子100mはファイナリストになるも10秒18（0.0）の6位でメダルを逃した。しかし、同じくファイナリストになった男子200mでは20秒32（+0.5）をマークし、ラシード・ドワイヤー（20秒14）、ウォーレン・ウィア（20秒26）に次いで銅メダルを獲得した。男子4×100mリレーでは決勝でジャマイカチームの1走を務め、37秒58の大会記録を樹立しての金メダル獲得に貢献し、リレー種目ながら自身初となる主要国際大会のタイトルを獲得した。
2015年5月、世界リレーの男子4×200m決勝でジャマイカチームの3走を務め、1分20秒97をマークしての金メダル獲得に貢献した。
2016年12月に受けたドーピング検査の尿サンプルからクロミフェンとメステロロンが検出されたため、2019年2月8日までの資格停止処分が下った。治療目的での使用だったが、治療目的使用に係る除外措置適用措置の申請を怠っていた。

## 自己ベスト
記録欄の（　）内の数字は風速（m/s）で、+は追い風を意味する。
| 種目 | 記録            | 年月日        | 場所         | 備考           |
| 屋外 | 屋外            | 屋外          | 屋外         | 屋外           |
| ---- | --------------- | ------------- | ------------ | -------------- |
| 100m | 10秒03（+1.6）  | 2016年6月11日 | キングストン |                |
| 100m | 10秒01w（+3.0） | 2015年8月7日  | サンホセ     | 追い風参考記録 |
| 200m | 20秒13（+0.9）  | 2013年6月23日 | キングストン |                |

## 主要大会成績
備考欄の記録は当時のもの
| 年   | 大会                            | 場所             | 種目    | 結果   | 記録             | 備考              |
| ---- | ------------------------------- | ---------------- | ------- | ------ | ---------------- | ----------------- |
| 2007 | パンアメリカン競技大会 (en)     | リオデジャネイロ | 100m    | 予選   | 10秒86（+1.5）   |                   |
| 2010 | 北中米カリブU23選手権 (en)      | ミラマー         | 4x400mR | 4位    | 3分10秒71（3走） |                   |
| 2011 | パンアメリカン競技大会 (en)     | グアダラハラ     | 200m    | 準決勝 | 20秒76（+0.1）   |                   |
| 2011 | パンアメリカン競技大会 (en)     | グアダラハラ     | 4x100mR | 予選   | DQ（2走）        |                   |
| 2011 | パンアメリカン競技大会 (en)     | グアダラハラ     | 4x400mR | 予選   | 3分10秒05（4走） | 決勝進出          |
| 2013 | 中央アメリカ・カリブ選手権 (en) | モレリア         | 200m    | 3位    | 20秒29（+0.5）   |                   |
| 2013 | 中央アメリカ・カリブ選手権 (en) | モレリア         | 4x100mR | 2位    | 38秒86（4走）    |                   |
| 2013 | 世界選手権                      | モスクワ         | 200m    | 準決勝 | 20秒46（0.0）    |                   |
| 2014 | 世界リレー (en)                 | ナッソー         | 4x200mR | 予選   | 1分20秒15（3走） | 決勝進出 大会記録 |
| 2014 | 英連邦競技大会 (en)             | グラスゴー       | 100m    | 6位    | 10秒18（0.0）    |                   |
| 2014 | 英連邦競技大会 (en)             | グラスゴー       | 200m    | 3位    | 20秒32（+0.5）   |                   |
| 2014 | 英連邦競技大会 (en)             | グラスゴー       | 4x100mR | 優勝   | 37秒58（1走）    | 大会記録          |
| 2015 | 世界リレー (en)                 | ナッソー         | 4x200mR | 優勝   | 1分20秒97（3走） |                   |
| 2015 | パンアメリカン競技大会 (en)     | トロント         | 100m    | 7位    | 10秒17（+1.1）   |                   |
| 2015 | パンアメリカン競技大会 (en)     | トロント         | 200m    | 予選   | 21秒02（+1.6）   |                   |
| 2015 | パンアメリカン競技大会 (en)     | トロント         | 4x100mR | 決勝   | DNF（1走）       |                   |
| 2015 | 北中米カリブ選手権 (en)         | サンホセ         | 100m    | 4位    | 10秒13（-0.1）   |                   |
| 2015 | 北中米カリブ選手権 (en)         | サンホセ         | 4x100mR | 優勝   | 38秒07（2走）    | 大会記録          |
| 2015 | 北中米カリブ選手権 (en)         | サンホセ         | 4x400mR | 5位    | 3分06秒79（4走） |                   |